# Janko Šimrak

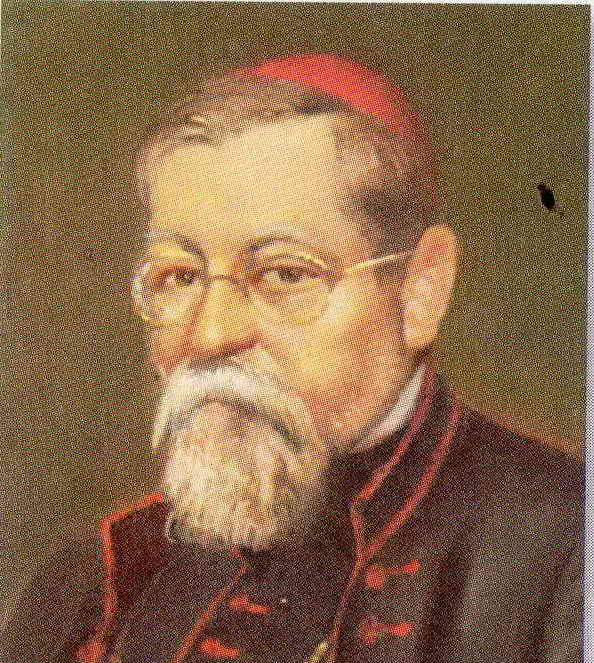
Bischof Dr. Janko Šimrak

Janko Šimrak (* 28. Mai 1883 in Šimraki, Žumberak, Österreich-Ungarn, heute Kroatien; † am 9. August 1946 in Križevci, Jugoslawien, heute Kroatien) war Bischof der griechisch-katholischen Diözese Križevci.

## Leben
Janko Šimrak wurde am 23. August 1908 zum Priester geweiht. Am 9. Mai 1942 wurde er zum griechisch-katholischen Bischof der Diözese Križevci ernannt und am 16. August 1942 feierlich in sein Amt eingeführt.
Im ehemaligen Jugoslawien wurde Bischof Janko Šimrak unter dem Vorwurf und der Anschuldigung
verhaftet, dass er ein Gegner der kommunistischen Befreiungsbewegung und der kommunistischen Kräfte gewesen sei. Er wurde im Jahre 1945 zum Tode verurteilt. In der zweimonatigen Gefängnishaft wurde er so misshandelt, dass seine Gesundheit unheilbar geschädigt wurde. Man überführte danach Bischof Janko Šimrak nach Zagreb ins Krankenhaus, wo er jedoch nach wenigen Monaten an den Folgen der ihm zugefügten Misshandlungen im Alter von 62 Jahren starb.